# Корунд
Кору̀нд – скалообразуващ оксиден минерал с химична формула Al2O3. Обикновено съдържа примеси като желязо, титан, ванадий и хром. Прозрачните му разновидности могат да бъдат скъпоценни камъни – сапфир (син), рубин (червен); другите разцветки се наричат с общото название сапфир и определение за цвета – зелен, виолетов, жълт сапфир и т.н. Бледият непрозрачен минерал, без скъпоценни качества, се нарича обикновен корунд.

## Физични свойства
Корундът е един от най-твърдите минерали и по дефиниция има твърдост 9 по скалата на Моос. Това означава, че може да одраска почти всеки друг минерал, а той самият се драска само от диамант. Изключителната му твърдост го прави подходящ за използване като абразив.

## Геология
Корундът е полигенен минерал – образува се в магмени, седиментни и метаморфни скали.
Среща се като основен минерал в магмени скали, като сиенит и пегматит. Някои от най-важните находища на рубин и сапфир са намерени на места, където базалтът е ерозирал и твърдият корунд се е оголил и се е натрупал в разсипи.
Корундът се среща и в метаморфни скали като шисти, гнайс, мрамор. Корундът е главната съставка на скалата шмиргел включваща още магнетит, хематит, кварц и др. Шмиргелът се използва широко като абразив и е дал името на инструмента шмиргел.

### Находища
Находища има в Мианмар, Камбоджа, Шри Ланка, Индия, Тайланд, САЩ, Австралия; в България се среща в пегматити и мрамори в Родопите. Използва се като скъпоценен камък (прозрачните корунди), колекционен материал, за абразиви, в керамичната промишленост и др.

## Синтетичен корунд
Корунд може да се получи от запалването на смес от алуминиев прах и оксиди на трудно топими метали (желязо Fe, хром Cr). Протича следната реакция:
Fe2O3 + Al -> Al2O3 + Fe + Q,
при което се отделя голямо количество топлина. Той се използва за получаване на чисти трудно топими метали и при заваряване на релси. Но най-голямо е неговото приложение за получаването на алуминий.